# Szegő Elemér
Szegő Elemér, Schönberger (Eger, 1880. január 12. – Budapest, 1939. október 27.) ügyvéd, újságíró, lapkiadó.

## Élete
Dr. Schönberger Soma törvényszéki orvos és Kohn Ernesztina fia. Jogi tanulmányait a berlini, a párizsi és a budapesti egyetemen végezte. 1906-ban ügyvédi irodát nyitott a fővárosban. 1910-től a Pesti Napló közgazdasági rovatának vezetője és a lap társtulajdonosa lett. 1930-tól, Sebestyén Arnold halálától ő volt Az Est Lapok felelős kiadója. Halálát tüdődaganat okozta.

## Magánélete
Házastársa Schermann Adolf tisztifőorvos és Schmalbach Leontin lánya, Etel (1877–1944) volt. Felesége a holokauszt áldozata lett.